# Microrregión de Japurá
La microrregión de Japurá es una de las microrregiones del estado brasilero de Amazonas perteneciente a la mesorregión de Norte Amazonense. Está dividida en dos municipios.

## Municipios
- Japurá
- Maraã.

- Datos: Q2465983